# Anthothoe affinis
Anthothoe affinis is een zeeanemonensoort uit de familie Sagartiidae. De anemoon komt uit het geslacht Anthothoe. Anthothoe affinis werd in 1861 voor het eerst wetenschappelijk beschreven door Johnson. 